# チンカイ・バルガスン
チンカイ・バルガスン(モンゴル語: Činqai Balγasun)とは、モンゴル高原西方にチンギス・カンの命を受けたチンカイによって築かれた都城。現代モンゴル語発音に従って、チンカイ・バルガスとも表記される。『元史』などの漢文史料では鎮海城/鎮海八剌喝孫（八剌喝孫（バルガスン）は「城」の意）と表記され、附近に開拓された屯田は称海屯田、現地の行政府は称海宣慰司と呼ばれた。周辺には大規模な屯田が開拓され、カラコルムを始めモンゴル高原の食糧供給を担った。当初は西方遠征の補給基地として建設されたが、13世紀末には主に「カイドゥの乱」に対する大元ウルスの軍事基地として用いられた。
その所在地については多くの研究者によって様々な説が唱えられてきたが、21世紀に入って日本・モンゴル共同プロジェクト（ビチェース・プロジェクト）の調査・研究により現在のモンゴル国のゴビ・アルタイ県シャルガ郡で発見されたハルザンシレグ遺跡がチンカイ・バルガスンの遺構であることが明らかにされた。

## 沿革

### チンギス時代
『元史』巻120チンカイ伝によるとチンカイに城（チンカイ城）建設の命が下ったのは1212年（壬申）のことであり、建設者の名をとってチンカイ・バルガスン（バルガスンは城の意）と名付けられたという。1212年はチンギス・カンの金朝遠征真っ只中のことであったが、チンカイ城の建設は既に西方への進出を視野に入れたものであったと考えられている。実際に、モンゴルのホラズム・シャー朝征服でチンギス・カンが補給地として用いたオルホン河畔（後のカラコルム）・チンカイ城・イルティシュ河畔・カヤリクはほぼ500〜600km（当時のモンゴル軍の1カ月の行軍距離）ごとに位置しており、チンギス・カンが早い段階からかなり計画的に西進ルートを設定・整備していたことが窺える。
この頃のチンカイ城についてはほとんどの史料に言及がないが、例外的に豊富な記録を残しているのが『長春真人西遊記』である。全真教の道士であった丘処機（長春真人）はモンゴル帝国からの庇護を受けるべくチンギス・カンの下を訪れようとしたが、時にチンギス・カンは中央アジア遠征中であり、結果として丘処機は華北からサマルカンドに至る大旅行を行うことになった。この丘処機の旅程の記録を弟子の李志常が纏めたのが『長春真人西遊記』で、そこには往路と復路で2度チンカイ城を訪れたことが記されている。
『長春真人西遊記』はチンカイ城の具体的な地理を記したほとんど唯一の史料と言ってよく、多くの研究者から注目されてきた。後述するように、ハルザンシレグ遺跡の発掘・調査も『長春真人西遊記』の記述を確認する形で行われている。
チンギス・カンによって中央アジアが完全にモンゴル帝国の支配下に入ると、西方遠征の補給基地として建設されたチンカイ城の存在意義は薄れ史料上に現れなくなる。チンカイ城が再び軍事・政治的重要性を高めるのは帝位継承戦争に始まるモンゴル帝国内部の混乱と、中央アジアにおけるカイドゥの自立以後のことであった。

### クビライ・テムル時代
チンカイ・バルガスンの重要性を再び高めたのが、いわゆる「カイドゥの乱」と、それに続く「シリギの乱」の勃発であった。当初、中央アジアでクビライに叛旗を翻したカイドゥの勢力はクビライを脅かすほどのものではなかったが、1276年に起こった「シリギの乱」によってモンゴル高原を巡る情勢は一変した。「シリギの乱」そのものは比較的短期間で鎮圧されたものの、叛乱に参加していたモンケ家のウルス・ブカ、アリクブケ家のヨブクルとメリク・テムルらがカイドゥの下に投じた結果、カイドゥの勢力圏はモンゴル高原西部まで広がり、直接モンゴル高原に侵攻することが可能となった。この頃の大元ウルスとカイドゥ・ウルスの対立は従来アルタイ山脈を挟んだ東西対立であったと考えられてきたが、チンカイ城の位置特定によって寧ろ南北対立であったと現在では考えられている。
事態を重く見たクビライは配下の諸将をアルタイ山脈一帯に配置し、皇族をこれらの軍団の総司令に抜擢したが、歴代の総司令が駐屯地としたのがチンカイ城であった。最初にアルタイ方面軍の総司令に抜擢されたのはクビライの庶子のココチュで、『集史』「クビライ・カアン紀」にはココチュを始めとするアルタイ方面軍の配置状況が記録されている。これらの軍団が実際にどの辺りに駐屯していたかは長らく不明であったが、ココチュの駐屯地＝チンカイ城の位置が明らかになったことで大凡の位置が判明した。大元ウルスのアルタイ方面軍は、最も北（現在のホブド県ムンフハイルハン郡一帯）にオングト部のコルギスが駐屯し、その南の「アライ峠」（現在のウランダヴァー一帯）にチョンウル率いるキプチャク軍が駐屯し、その南（現在のゴビ・アルタイ県トンヒル郡一帯）にナンギャダイ軍が、更にその南で総司令官（ココチュ/カイシャン）がチンカイ城に駐屯する、という形であったと考えられている。なお、1300年（大徳4年）には一時的にチンカイ屯田が廃止されてに新たに屯田が開拓されてもいる。
これらの軍団がアルタイ方面の防備を固めたためクビライ時代にはカイドゥ軍による大規模な侵攻は減ったが、クビライの次に即位したオルジェイトゥ・カアン（成宗テムル）の時代に情勢は大きく流動した。チンカイ屯田に農具が支給された翌年の1297年（元貞3年）、カイドゥ・ウルスの有力諸王ヨブクルとウルス・ブカがチンカイ城方面に投降し、これを祝して大元ウルスは元貞から大徳に改元した。この一件を境にカイドゥ・ウルスは一転して攻勢に出で、1298年（大徳2年）にはアルタイ方面軍の諸将が集まって宴会をしていた所をチャガタイ家のドゥア軍が奇襲し、アルタイ方面軍は大敗を喫した上、将軍の一人コルギスが捕虜となる大事件が起こった。この事件を受けて朝廷はココチュを更迭し、代わってアルタイ方面軍の総司令に抜擢されたのがクビライの曾孫に当たるカイシャンであった。カイシャンはココチュの跡を継いでチンカイ城に駐屯し、現地の六衛軍を配下に入れてカイドゥ軍と対峙した。
カイドゥ軍は1301年（大徳5年）に今ままでにない大規模な侵攻を開始し、これをカイシャン軍が迎え撃って大雪の最中アルタイ方面で大規模な会戦が数度に渡って繰り広げられた（テケリクの戦い）。この遠征に従軍した将軍の一人ナンギャダイはこの会戦の最中チンカイ城を通過したことが記録されており、この数度にわたる会戦はチンカイ城からほど近い場所で行われたものと考えられている。この会戦でカイドゥは撃退された上、この時受けた傷が元で程なく亡くなってしまい、カイドゥの死にともなってカイドゥ・ウルスは瞬く間に解体されてしまった。
1306年（大徳10年）、カイドゥ・ウルスから独立を果たしたドゥアとカイシャンの挟撃によって遂にカイドゥ・ウルスは滅亡したが（イルティシュ河の戦い）、今度は数十万にのぼる多数の投降将兵の管理のためチンカイ城は機能するようになった。『元史』にはこの頃チンカイ城の位置するアルタイ山北麓に投降した将兵が集中して牧地不足に陥ったこと、その結果チンカイ城では投降将兵の生活が困難になったことが記録されている。

### 14世紀以後
カイドゥ・ウルスの解体後も捕虜の収容のためしばらくチンカイ城は機能していたが、敵対勢力の消失にともなってその重要性は次第に低下していった。オルジェイトゥ・カアンの死後、新たに即位したカイシャン（武宗クルク・カアン）は嶺北等処行中書省の下にチンカイ（青海）等処宣慰司都元帥府を設け、これによりチンカイ城は行政上省都カラコルムに次ぐ都市として正式に位置づけられた。しかし、「カイドゥの乱」終結は着実にチンカイ城の軍事的・政治的重要性を低下させており、まず1310年（至大3年）にはチンカイ城のイェケ・ジャルグチが廃止された。
クルク・カアンの後に即位したブヤント・カアン（仁宗アユルバルワダ）の治世にもマスウード（馬速忽）なる人物が経理としてチンカイ屯田に派遣されたことや、漢軍がチンカイ屯田に駐屯したこと、チンカイ屯田に牛2000頭が支給されたことなどが記録されており、依然としてチンカイ城は機能していた。また、1319年（延祐6年）には晋王（ジノン）家の貧民がチンカイ屯田に移住したことが記録されており、この頃チンカイ城はモンゴリアを総べる晋王家の勢力下にあったと考えられている。
ブヤント・カアンの死後、ゲゲーン・カアン（英宗シデバラ）の即位直後（1319年/延祐6年）にはチンカイ屯田・五条河屯田が再設置されたが、1323年（至治3年）には遂にチンカイ宣慰司・チンカイ万戸府が廃止となり、チンカイ屯田総管府が残るのみとなった。これ以後、「称海屯田万戸府達魯花赤」の帖陳なる人物がフレグ・ウルスのアブー・サイードの下に使者として派遣されたことなどを除いて、チンカイ城・チンカイ屯田はほとんど史料上に現れなくなる。
しかし、これ以後もチンカイ屯田が完全に放棄されたわけではないようで、ウカート・カアン（順帝トゴン・テムル）の治世の末期、イルティシュ川河畔で叛乱を起こしたアルグ・テムルに対する討伐軍はチンカイ城に駐屯し、そこで軍勢を徴発している。また、明朝を建国した朱元璋（洪武帝）が1372年（洪武5年）にモンゴリアに残残する北元に遠征軍を派遣した際、北元の敗残兵がチンカイ城に拠って明軍と対峙したことが記録されており、少なくともこのころまではチンカイ城の軍事施設としての機能は残存していたと考えられている。だが、この後チンカイ城が史料上にあらわれることは全くなくなり、21世紀に発掘調査が行われるまでその位置はわからなくなってしまっていた。

## 経済
チンカイ屯田一帯の気候については『長春真人西遊記』に「この土地では夏に雨が極めて少く、時に雷雨があっても多くは南北の雨山の間に降る……この地の住民は常に河水を引いて田畑や果樹園を潅漑している。八月に米麦が始めて稔るが、雨がこれを潤すことはない。秋には地鼠が害をなす。此の地鼠には白色のものが多い。此の地の寒気は甚しく、植物の質が結ぶのは遅い。五月には未だ河岸の土は一尺除で、その下にはまた一尺ばかりの堅氷が張っている……」とあるように寒冷かつ少雨で必ずしも穀物栽培に適したものではなかったが、モンゴル人の不断の努力により数万人分の糧食を賄えるほどの規模を備えていた。例えば、1314年（延祐元年）には大寧路（現在の遼寧省一帯）で飢僅が起こった際に、遠く離れたチンカイ屯田から穀物が輸送されたことが記録されている。
『国朝文類』巻25「丞相順徳忠献王碑」にはチンカイ屯田の具体的な生産量が記されており、1308年（至大元年）には年間20万余りの収穫があったという。同時代には軍士1人あたりの月額支給額が3斗であったという記録もあり、単純計算で約5万人、多少割り引いても2-3万人の軍士を1年間養えるだけの収穫があった。実際にチンカイ城に配備された人員数はクビライ時代に既に1万人を数えており、現地軍団は統廃合の末に1320年代には「屯田万戸府」が設置されて戸数は4,648、耕地面積は6,400頃あった。なお、先述した『長春真人西遊記』には工匠がチンカイ城に居住していたことが記されているように、多数の工匠も居住していた。既にチンギス・カンの時代から「工匠総管」が設置されており、これらの工匠によってチンカイ城は糧食のみならず武器の供給も可能な第一級の軍事基地としての機能を有していた。
また、チンカイ城はモンゴル高原に設置された駅伝路（ジャムチ）の結節点でもあり、 1295年（元貞元年）にはチンカイ城に駐屯する六衛漢軍によってテレゲン道、モリン道、ナリン道という主要3道の補修がなされている。チンカイ城がこの一帯の貿易拠点であったという記録もある。

## 軍事
前述したように、元代前半においてチンカイ城は対カイドゥ・ウルスの戦争を指揮する総司令官（カマラ、ココチュ、カイシャン）の拠点として用いられていた。このようなチンカイ城の重要性は「カイドゥの乱」の最初期から注目されており、叛乱が勃発した1270年（至元7年）には早くも皇太子チンキムがチンカイ城を巡検している。
先述したようにチンカイ城を中心とするアルタイ山一帯には多数の軍団が駐屯していたが、特にチンカイ屯田には「六衛軍」と呼ばれる軍団が駐屯していたことが記録されている。この「六衛軍」とはカアンの身辺を守る侍衛親軍の内、最初期に設置された左衛・右衛・中衛・前衛・後衛・都威衛の「六衛」の総称で、漢人・女直人・契丹人といった旧金朝領の住民を主体とする軍団であった。「六衛軍」は本来カアンの親衛隊として京畿を守る軍団であるが、「シリギの乱」勃発時にモンゴリアに派遣されて以来、カラコルム・チンカイといった地で屯田しつつ駐屯地の防衛を行っていた。
カイシャンの北方派遣が決定された1298年（大徳2年）、4-5年に渡ってチンカイ屯田に駐屯して疲弊した六衛軍の兵士2000名余りが交替となり、更にカイシャンがチンカイ城に到着した1299年には附近の「五条河漢軍」がチンカイ屯田に編入されることになった。これらの政策はチンカイ屯田の防衛力強化と生産力拡大を目的としたものであり、カイシャンはこのような六衛軍を配下に入れることでチンカイ屯田における屯戍と軍糧供給の結合したシステムを掌握したのだと考えられている。
また、チンカイ城の豊富な軍備は敵軍の標的ともなっており、実際にカイドゥ軍の侵攻によってチンカイ屯田に住まう屯田民がしばしば拉致されている。そのため、チンカイ城の備蓄をまもるための「守倉庫軍」が存在していたこと、この「守倉庫軍」が1301年（大徳5年）に一度交替していることが記録されている。
。